# Conistra centrifasciata
Conistra centrifasciata là một loài bướm đêm trong họ Noctuidae.